# 유지수의 해피송
유지수의 해피송은 대한민국의 방송국 CBS의 라디오 채널 CBS 표준FM에서 매일 낮 12시 5분부터 오후 2시까지 방송되는 팝 음악 전문 라디오 프로그램이다.

## 역대 방송시간
| 방송 채널  | 방송 기간                         | 방송 시간                 |
| ---------- | --------------------------------- | ------------------------- |
| CBS 표준FM | 2015년 9월 14일 ~ 2018년 11월 4일 | 매일 낮 12:15 ~ 오후 2:00 |
| CBS 표준FM | 2018년 11월 5일 ~ 현재            | 매일 낮 12:05 ~ 오후 2:00 |

## 역대 DJ
- 2015년 9월 14일 ~ 2016년 4월 24일 : 장주희 아나운서
- 2016년 4월 25일 ~ 현재 : 유지수 아나운서

## 코너
- 해피퀴즈
- 동심퀴즈
- 한 소절 퀴즈
- 끝 곡 퀴즈

## 지역 프로그램
- 매일 방송 : 경남CBS(1부만)
- 월요일부터 토요일까지만 방송 : 제주CBS
- 평일만 방송 : 강원CBS(1부만), 강원영동CBS(1부만)

- 토요일에만 방송 : 대전CBS(1부만)

- 일요일에만 방송 : 부산CBS, 울산CBS

- 주말(토요일,일요일)에만 방송 : 충북CBS, 포항CBS

- 방송 안하는 지역 : 전북CBS, 광주CBS, 전남CBS, 대구CBS

- 매일 낮 12시 5분대에 방송되는 지역CBS 프로그램

| 프로그램                                                                  | 방송지역                             | 방송국      | 진행자                                      |
| ------------------------------------------------------------------------- | ------------------------------------ | ----------- | ------------------------------------------- |
| 라디오 세바시 (월요일)                                                    | 춘천시, 강원특별자치도 영서 북부     | 강원CBS     |                                             |
| 달고 오묘한 그 말씀 (화~목)                                               | 춘천시, 강원특별자치도 영서 북부     | 강원CBS     |                                             |
| 최진성의 위클리 오늘 (금요일)                                             | 춘천시, 강원특별자치도 영서 북부     | 강원CBS     | 최진성                                      |
| 김선일 목사의 반가운 오늘 (토요일)                                        | 춘천시, 강원특별자치도 영서 북부     | 강원CBS     | 김선일 목사                                 |
| 주님께 더 가까이 김명석입니다 (주일)                                      | 춘천시, 강원특별자치도 영서 북부     | 강원CBS     | 김명석                                      |
| 내 영혼의 양식 (주일)                                                     | 춘천시, 강원특별자치도 영서 북부     | 강원CBS     |                                             |
| 원주개운감리교회와 함께하는 주일 오후 (주일)                              | 춘천시, 강원특별자치도 영서 북부     | 강원CBS     |                                             |
| 라디오 세바시 (월요일)                                                    | 강릉시, 강원특별자치도 영동          | 강원영동CBS |                                             |
| 달고 오묘한 그 말씀 (화~목)                                               | 강릉시, 강원특별자치도 영동          | 강원영동CBS |                                             |
| 최진성의 위클리 오늘 (금요일)                                             | 강릉시, 강원특별자치도 영동          | 강원영동CBS | 최진성                                      |
| 김선일 목사의 반가운 오늘 (토요일)                                        | 강릉시, 강원특별자치도 영동          | 강원영동CBS | 김선일 목사                                 |
| 주님께 더 가까이 김명석입니다 (주일)                                      | 강릉시, 강원특별자치도 영동          | 강원영동CBS | 김명석                                      |
| 믿음 위에 서서 (주일)                                                     | 강릉시, 강원특별자치도 영동          | 강원영동CBS |                                             |
| 영성의 시간 (주일)                                                        | 강릉시, 강원특별자치도 영동          | 강원영동CBS |                                             |
| 달디단 찬양 (평일)                                                        | 충청북도                             | 충북CBS     | 이한솔 아나운서                             |
| CBS 만나 (평일)                                                           | 충청북도                             | 충북CBS     | 최영실 아나운서                             |
| 쉴만한 물가 (평일)                                                        | 충청북도                             | 충북CBS     |                                             |
| 은혜의 샘터 (평일)                                                        | 대전광역시, 세종특별자치시, 충청남도 | 대전CBS     |                                             |
| 크리스천의 향기 (평일)                                                    | 대전광역시, 세종특별자치시, 충청남도 | 대전CBS     |                                             |
| 오늘의 은혜로 (평일)                                                      | 대전광역시, 세종특별자치시, 충청남도 | 대전CBS     |                                             |
| 오후의 만나 (평일)                                                        | 대전광역시, 세종특별자치시, 충청남도 | 대전CBS     | 서경희 아나운서                             |
| 가장의 시간 (토)                                                          | 대전광역시, 세종특별자치시, 충청남도 | 대전CBS     |                                             |
| 도안의 시간 (토)                                                          | 대전광역시, 세종특별자치시, 충청남도 | 대전CBS     |                                             |
| 공주중앙장로의 시간 (주일)                                                | 대전광역시, 세종특별자치시, 충청남도 | 대전CBS     |                                             |
| 한빛의 시간 (주일)                                                        | 대전광역시, 세종특별자치시, 충청남도 | 대전CBS     |                                             |
| 계룡은혜와사랑의시간 (주일)                                               | 대전광역시, 세종특별자치시, 충청남도 | 대전CBS     |                                             |
| 스마일 송 양송희입니다 (월~금 오전 11:05 ~ 13:00 / 토 오전 11:05 ~ 12:00) | 전북특별자치도                       | 전북CBS     | 양송희 아나운서                             |
| 새롭게하소서 (월~토)                                                      | 전북특별자치도                       | 전북CBS     |                                             |
| 땅끝까지복음을 (월~토)                                                    | 전북특별자치도                       | 전북CBS     |                                             |
| 교계소식 (월~토)                                                          | 전북특별자치도                       | 전북CBS     |                                             |
| 부흥전북 (월~토)                                                          | 전북특별자치도                       | 전북CBS     |                                             |
| 토요일에 만나요 임경희입니다 (토요일)                                     | 전북특별자치도                       | 전북CBS     | 임경희 아나운서                             |
| 푯대를 향하여 (주일)                                                      | 전북특별자치도                       | 전북CBS     |                                             |
| 말씀의 샘터 (주일)                                                        | 전북특별자치도                       | 전북CBS     |                                             |
| 진리의 강단 (주일)                                                        | 전북특별자치도                       | 전북CBS     |                                             |
| 은혜의 말씀 (주일)                                                        | 전북특별자치도                       | 전북CBS     |                                             |
| 찬양의 꽃다발 (평일)                                                      | 광주광역시, 전라남도                 | 광주CBS     | 김영광 목사 (월,화) 한선미 아나운서 (수~금) |
| 교계뉴스 (월~토)                                                          | 광주광역시, 전라남도                 | 광주CBS     | 정정섭, 한선미, 정유정                      |
| 나의 5분간 (월~토)                                                        | 광주광역시, 전라남도                 | 광주CBS     |                                             |
| 말씀의 숲 (토요일)                                                        | 광주광역시, 전라남도                 | 광주CBS     |                                             |
| 축복의 통로 (토요일)                                                      | 광주광역시, 전라남도                 | 광주CBS     |                                             |
| 진리의 말씀 (토요일)                                                      | 광주광역시, 전라남도                 | 광주CBS     |                                             |
| 내 영혼의 양식 (주일)                                                     | 광주광역시, 전라남도                 | 광주CBS     |                                             |
| 믿음위에 서서 (주일)                                                      | 광주광역시, 전라남도                 | 광주CBS     |                                             |
| 축복의 메시지 (주일)                                                      | 광주광역시, 전라남도                 | 광주CBS     |                                             |
| 가스펠 산책 (월~토)                                                       | 전라남도 동부                        | 전남CBS     | 임종훈 아나운서                             |
| 달고 오묘한 그 말씀 (월~금)                                               | 전라남도 동부                        | 전남CBS     |                                             |
| 말씀의 샘터 (월~토)                                                       | 전라남도 동부                        | 전남CBS     |                                             |
| 왠지좋은 토요일 (토요일)                                                  | 전라남도 동부                        | 전남CBS     | 김민호                                      |
| 은혜의 말씀 (주일)                                                        | 전라남도 동부                        | 전남CBS     |                                             |
| 하늘샘터 (주일)                                                           | 전라남도 동부                        | 전남CBS     |                                             |
| 금당남부의 메아리 (주일)                                                  | 전라남도 동부                        | 전남CBS     |                                             |
| 쉴만한 물가로 (주일)                                                      | 전라남도 동부                        | 전남CBS     |                                             |
| 당신과 찬양을 (월~토)                                                     | 대구광역시, 경상북도                 | 대구CBS     | 이현정 아나운서                             |
| 은혜의 강가로 (월~토)                                                     | 대구광역시, 경상북도                 | 대구CBS     |                                             |
| 교계소식(낮)                                                              | 대구광역시, 경상북도                 | 대구CBS     | 박준상, 지영애                              |
| 생명의양식 (월~토)                                                        | 대구광역시, 경상북도                 | 대구CBS     |                                             |
| 호헌의 시간 (토요일)                                                      | 대구광역시, 경상북도                 | 대구CBS     |                                             |
| 대구내당의 시간 (토요일)                                                  | 대구광역시, 경상북도                 | 대구CBS     |                                             |
| 축복의 통로 (주일)                                                        | 대구광역시, 경상북도                 | 대구CBS     |                                             |
| 주와 함께 가는 길 (주일)                                                  | 대구광역시, 경상북도                 | 대구CBS     |                                             |
| 침산제일의 시간 (주일)                                                    | 대구광역시, 경상북도                 | 대구CBS     |                                             |
| 은혜의 말씀 (주일)                                                        | 대구광역시, 경상북도                 | 대구CBS     |                                             |
| 이보금의 정오에 주신 행복 (월~금)                                         | 포항시, 경상북도 동해안              | 포항CBS     | 이보금                                      |
| 영혼의 쉼터 (월~금)                                                       | 포항시, 경상북도 동해안              | 포항CBS     |                                             |
| CBS 사랑방 한낮의 리퀘스트 (월~토)                                        | 부산광역시                           | 부산CBS     | 김정현                                      |
| 내 영혼의 양식 (월~토)                                                    | 부산광역시                           | 부산CBS     |                                             |
| 마르지 않는 샘 (월~토)                                                    | 부산광역시                           | 부산CBS     |                                             |
| 생명의 말씀 (월~토)                                                       | 경상남도                             | 경남CBS     |                                             |
| 말씀과 함께 (월~토)                                                       | 경상남도                             | 경남CBS     |                                             |
| 말씀의 샘터 (주일)                                                        | 경상남도                             | 경남CBS     |                                             |
| 재건의 강단 (주일)                                                        | 경상남도                             | 경남CBS     |                                             |
| 최미라의 오 해피데이 (월~금)                                              | 울산광역시                           | 울산CBS     | 최미라                                      |
| 우리함께 찬양을 (토요일)                                                  | 울산광역시                           | 울산CBS     |                                             |
| 생명의 양식 (월~토)                                                       | 울산광역시                           | 울산CBS     |                                             |
| 최하올람의 단비 (주일)                                                    | 제주특별자치도                       | 제주CBS     |                                             |
| 강정의 시간 (주일)                                                        | 제주특별자치도                       | 제주CBS     |                                             |
| 복음안에서 골든라이프 (주일)                                              | 제주특별자치도                       | 제주CBS     |                                             |
| 신광의 동산 (주일)                                                        | 제주특별자치도                       | 제주CBS     |                                             |

## 같이 보기
- 팝 음악